# 新町老街
24°04′28″N 120°32′20″E / 24.074380°N 120.538908°E新町老街，位在台灣彰化縣彰化市，民族路與華山路口之開彰祖廟後側，南郭排水支線旁，該渠道稱為「新町溝」，據考證「新町溝」為彰化古城的護城河。沿著「新町溝」，仍保有部分日治時代的日式老屋和老樹，充滿著濃濃日式風味。彰化市公所整治「新町溝」，將老街規劃為散步道，同時增添鳥居、石燈籠、涼亭等設施。

## 彰化遊廓
彰化新町一帶在日治時期為彰化遊廓的所在地，為貸座敷（妓院）的指定地。彰化地區的遊廓原本位在鹿港，在1899年7月才移轉到了彰化西門外；彰化市役所於1935年在彰化市南門418番地一帶整地，設立彰化遊廓，遊廓內約有30戶。

### 彰化新町街屋
彰化新町街屋為彰化遊廓設立時的建築，位於彰化市民族路395巷9、11、13、14號的街屋建築，在2017年6月17日經民眾提報為歷史建築。其地主在同年12月26日突然拆除7號，事後彰化縣文化局將新町花街街屋列為暫定古蹟。2019年6月14日，文資審議小組決議不予以列冊追蹤。

## 外部連結
- 彰化市公所 >> 觀光列車 >> 文化教育 >> 新町老街 （页面存档备份，存于）